# Pteroplatytrygon violacea
Pteroplatytrygon violacea — вид орлякоподібних скатів родини Хвостоколові (Dasyatidae), єдиний представник роду Pteroplatytrygon.

## Опис
Тіло завдовжки до 100—130 см завдовжки, діаметром 60-90 см. Зареєстрована вага — 15-50 кг. Тіло темно-фіолетового забарвлення з синьо-зеленим відтінком на спині. Черево світле. На хвості розміщується отруйна колючка, що можу сякати до третини розмірів хвоста. При попаданні у полон, скат виділяє густий чорний слиз, що покриває все тіло.

## Поширення
Космополіт, що мешкає у тропічних і субтропічних морях. Зустрічається у Східній Атлантиці, біля південно-східних берегів Середземного моря та навколо Сицилії. Зафіксований біля Кабо-Верде. У східній частині Тихого океану зареєстрований біля берегів Каліфорнії (США), півострова Каліфорнія (Мексика) і Галапагоських островів. Можливо поширений від Ванкувера до Чилі. Зафіксований у Західній Атлантиці. Є 4 записи з південної частини Африки.

## Спосіб життя
Мешкає у відкритих, тропічних і помірно теплих водах, як правило, на глибині до 100 м. Це повністю пелагічний вид. Живиться кишковопорожнинними (включаючи медузами), кальмарами, десятиногими ракоподібними і рибою. Яйцеживородний вид. Має отруйний шип на хвості.